# 卡拉胶
卡拉胶（ 或 ；/ˌkærəˈɡiːnənz/ karr-ə-gee-nənz，CAS 9000-07-1），又称鹿角菜胶、角叉菜胶、爱尔兰苔菜胶，是一組从海洋可食用红藻（包括角叉菜属、麒麟菜属、杉藻属及沙菜属等）中提取的線性硫酸化多糖的统称。這些多糖體由於能夠與食物中的蛋白質穩定結合，所以被廣泛應用於食品产业，例如：作为凝固剂、增稠剂或稳定剂，用於奶類及肉類產品。
卡拉胶的名字来源于爱尔兰苔菜（Chondrus crispus，也称角叉菜）在愛爾蘭語的称呼，原來的意思是指「小石塊」。這種植物作為食品添加劑使用早於15世紀已經開始。吃素的人可以用卡拉膠代替明膠，因為在甜品中經常使用的明膠是動物製品。
当用于食品时，在包装的卡拉胶以欧洲联盟的E編碼E407（藻酸盐）表示。

## 性质
卡拉胶是一種无臭、无味的大型（分子量在10万道尔顿以上）的高度彈性分子，相互卷曲在一起形成双螺旋结构。卡拉胶具有亲水性、粘性、稳定性，溶于80摄氏度热水形成粘性透明液体，并能在室温下形成不同形式的凝胶。這使食品工業及其他產業亦廣泛使用卡拉胶作增稠劑及稳定剂。

## 类型
商業應用的卡拉胶以下列三个类型為主：

不同類型角叉菜膠的結構

- 阿欧塔型（ι，Iota） - 柔软、富有弹性的凝胶，从麒麟菜属植物的Eucheuma denticulatum（英语：Eucheuma denticulatum）[2]或异枝麒麟菜（Eucheuma spinosum）中提取。
- 卡帕型（κ，Kappa）- 當鉀離子的存在時，可與奶製品形成硬的、具刚性的凝胶。主要从卡帕藻屬的Kappaphycus alvarezii（英语：Kappaphycus alvarezii）[2]或耳突卡帕藻（Kappaphycus cottonii）中提取。
- 拉姆达型（λ，Lamda）- 当与蛋白质而不是水混合时，形成凝胶, 用作奶制品的增稠剂。来自南欧的杉藻属（Gigartina ）植物是最主要的来源。

影響到這三個類型卡拉膠在其特質上的主要差異在於其硫酸酯在重複性半乳糖單位的位置與數量。

## 應用

### 食物及其他家居用途
下面是卡拉胶应用的一些例子：
- 软糖、甜品、冰淇淋、淡奶油、奶昔、乳酪、调味酱、沙拉醬及煉奶等：作为增加黏稠度的凝胶剂，代替洋菜；
- 醬汁：以增加其黏稠度；
- 啤酒：作为清除絮蛋白質的澄清剂；
- 肉酱和肉制品：替代脂肪来增加持水性和体积的持水剂；
- 牙膏：防止成分分离的稳定剂；
- 消防泡沫：产生泡沫的增稠剂；
- 洗髮精和化妆乳膏：增稠剂；
- 空气清新剂：胶凝剂；
- 鞋油：作为增加黏度的胶凝剂；
- 生物工艺学：固定细胞及酶的凝胶；
- 豆浆及植物奶：增稠劑；
- 寵物食品
- 人体润滑剂

### 規管準則
在美國，卡拉膠於FDA規制下視為安全，容許於必要份量上，被使用為直接食品添加劑，作為乳化劑、穩定劑或增稠劑用途，除了在一般標準食品上未作如此用途的情況下。FDA亦評估卡拉膠為嬰兒奶粉配方的安全添加劑。歐盟食品安全局亦總結「無證據顯示人體接觸食品級卡拉膠或從其已降解的卡拉膠會有負面反應」；加上FAO/WHO食品添加劑聯合專家委員會於2014年4月的一份評核報告顯示「嬰兒奶粉配方或其特殊用途配方中使用卡拉膠達至1000 mg/L含量不會引起危險」。
縱然國家有機計劃組織（NOP）於2003年將卡拉膠列入國家有機食品准許添加劑名單之中，以及於2008年再評核及批准，標示為「有機食品製作及加工程序的重要部份」，但於2016年11月18日，NOP在國家有機食品標準大會（NOSB）議會中投票通過，將卡拉膠從國家有機食品准許添加劑名單中除名。
2018年4月4日，美國農業部轄下的農業市場署（AMS）刊登一份文件宣佈更新批核卡拉膠於國家名單之中，繼續容許使用於食品中。文件列明「NOSB建議從名單移除卡拉膠的原因是他們決定替代原料可使用於有機食品之中，例如結蘭膠、關華豆膠、或黃原膠等等，」「AMS於NSOB公眾反應中，發現有足夠證據顯示卡拉膠應用於一系列農產品中，是因為缺乏全天然替代物供應（§ 6517(c)(1)(ii)）。卡拉膠的特殊應用以及公眾反應中提及的替代物料，在廣泛應用上並不充分重現卡拉膠的功效。因此，卡拉膠仍維持達至OFPA的準則，得以列入國家名單之中。」
於2015年的評審中，世界衛生組織食品添加劑專案組及聯合國糧食及農業組織的共同專家會議中發表的報告，指出卡拉膠於嬰兒奶粉配方或其特殊用途配方中使用，於1000 mg/L含量以內不視為風險。在歐盟，因預防措施上，卡拉膠於不論是否有機的嬰兒奶粉配方，都被禁止使用，但容許使用於其他食品中。2018年，歐洲食品安全局發表指引，指出食品中的卡拉膠的安全用量，為每日每公斤體重75毫克（基於ADI準則）。
在英國，英國食品標準局指令回收含有卡拉膠的糖果，指出卡拉膠「因有嗆喉危險而沒有被准許添加在作為果凍糖果產品。」

## 毒性研究
研究發現降解性卡拉膠會引起腸道炎症，改變微生物群，並被發現是潰瘍性結腸炎和克羅恩病等炎症性腸病的觸發因素。食品性卡拉膠和降解性卡拉膠是完全不同的產品，引發了食品添加劑安全性的爭議。食品級卡拉膠的安全性已通過各種研究得到證實。

## 延伸閱讀
- McHugh, Dennis J. FAO Fisheries Technical Paper 288 - Production and Utilization of Products from Commercial Seaweeds, Chapter 3 - Production, Properties and Uses of Carrageenan （页面存档备份，存于）, 联合国粮食及农业组织, Rome, 1987
- Guiry, Michael D.R. Carrageenans, The Seaweed Site: information on marine algae.

## 外部連結
- 中的“Food Additives: Gums and Hydrocolloids”